# داوبينورن
داوبينورن (بالإنجليزية: Daubenhorn)‏ هو أحد جبال سلسلة جبال الألب البرنية وجزء من القمة الأم فيلدستروبيل يقع في كانتون فاليز، سويسرا. يبلغ ارتفاع الجبل حوالي 2942 متر، بينما يبلغ ارتفاع نتوء الجبل 92 متر.